# Józef Poliński (stenograf)
Józef Poliński (ur. 16 lutego 1828 we Lwowie, zm. 17 lutego 1901 tamże) – polski autor systemu stenograficznego.

## Życiorys
Urodził się we Lwowie 16 lutego 1828 w rodzinie Jerzego i jego żony Katarzyny z domu Belforma. Pobierał nauki w szkole realnej i po zakończeniu nauki wstąpił do C.K. Armii. Przeszedł szlak bojowy kampanii włoskiej w latach 1848-50 i dosłużył stopnia porucznika.
Pod koniec lat 50. XIX wieku opuścił wojsko, zdał egzamin na urzędnika celnego i został urzędnikiem państwowym. W pracy zetknął się ze stenografią i poświęcił jej swoje życie. W 1861 opublikował swoją pierwszą pracę dotyczącą stenografii: „Stenografja polska według zasad Gabelsbergera”. Przedstawił tu pierwszą wersję systemu stenografii. Zdał egzamin przed komisją i w rok później otrzymał certyfikat nauczyciela stenografii. W 1863 uczniowie jego wygrywają konkurs szybkiego pisania, który był zorganizowany dla kandydatów do pracy w biurze stenograficznym Sejmu Galicyjskiego. W następnym roku założył „Pierwsze Galicyjskie Towarzystwo Stenografów we Lwowie” i rozpoczął wydawania pisma „Biblioteka stenograficzna”.
Od 1863 współpracował z Biurem Stenograficznym Sejmu galicyjskiego i następnie kierował jego działaniem, był również nauczycielem stenografii we lwowskich gimnazjach. Współpracował z niemieckimi stenografami i był korespondencyjnym członkiem ich towarzystw. Wspierał powstanie Towarzystwa Stenograficznego w Krakowie. W 1892 rozpoczął wydawanie kwartalnika stenograficznego pt. „Stenograf polsko-ruski”.
Żonaty z Matyldą Hofman, miał trzech synów: Romana, Kornela (obaj pracowali jako stenografowie w sejmie krajowym), Kazimierza i dwie córki: Olgę i Matyldę. Zmarł 17 lutego 1901 we Lwowie.